# Grand Prix USA 2001
Grand Prix USA 2001 (XXX. SAP United States Grand Prix ), byl 16. závod 52. ročníku mistrovství světa jezdců Formule 1 a 43. ročníku poháru konstruktérů, historicky již 679. grand prix, se již tradičně konal na okruhu v Indianapolisu. Byla to první mezinárodní sportovní akce v USA uskutečněná po teroristickém útoku 11. září.

## Výsledky

### Kvalifikace
| Pořadí | Číslo | Jezdec                | Konstruktér      | Čas      | Odstup |
| ------ | ----- | --------------------- | ---------------- | -------- | ------ |
| 1      | 1     | Michael Schumacher    | Ferrari          | 1:11.708 | —      |
| 2      | 5     | Ralf Schumacher       | Williams-BMW     | 1:11.986 | +0.278 |
| 3      | 6     | Juan Pablo Montoya    | Williams-BMW     | 1:12.252 | +0.544 |
| 4      | 3     | Mika Häkkinen         | McLaren-Mercedes | 1:12.309 | +0.601 |
| 5      | 2     | Rubens Barrichello    | Ferrari          | 1:12.327 | +0.619 |
| 6      | 16    | Nick Heidfeld         | Sauber-Petronas  | 1:12.434 | +0.726 |
| 7      | 4     | David Coulthard       | McLaren-Mercedes | 1:12.500 | +0.792 |
| 8      | 11    | Jarno Trulli          | Jordan-Honda     | 1:12.605 | +0.897 |
| 9      | 12    | Jean Alesi            | Jordan-Honda     | 1:12.607 | +0.899 |
| 10     | 8     | Jenson Button         | Benetton-Renault | 1:12.805 | +1.097 |
| 11     | 17    | Kimi Räikkönen        | Sauber-Petronas  | 1:12.881 | +1.173 |
| 12     | 7     | Giancarlo Fisichella  | Benetton-Renault | 1:12.942 | +1.234 |
| 13     | 9     | Olivier Panis         | BAR-Honda        | 1:13.122 | +1.414 |
| 14     | 18    | Eddie Irvine          | Jaguar-Cosworth  | 1:13.189 | +1.481 |
| 15     | 22    | Heinz-Harald Frentzen | Prost-Acer       | 1:13.281 | +1.573 |
| 16     | 19    | Pedro de la Rosa      | Jaguar-Cosworth  | 1:13.679 | +1.971 |
| 17     | 21    | Fernando Alonso       | Minardi-European | 1:13.991 | +2.283 |
| 18     | 10    | Jacques Villeneuve    | BAR-Honda        | 1:14.012 | +2.304 |
| 19     | 15    | Enrique Bernoldi      | Arrows-Asiatech  | 1:14.129 | +2.421 |
| 20     | 14    | Jos Verstappen        | Arrows-Asiatech  | 1:14.138 | +2.430 |
| 21     | 23    | Tomáš Enge            | Prost-Acer       | 1:14.185 | +2.477 |
| 22     | 20    | Alex Yoong            | Minardi-European | 1:15.247 | +3.539 |

### Závod
| Pořadí | Číslo | Jezdec                | Konstruktér      | Kola | Čas/odstoupení | Start | Body |
| ------ | ----- | --------------------- | ---------------- | ---- | -------------- | ----- | ---- |
| 1      | 3     | Mika Häkkinen         | McLaren-Mercedes | 73   | 1:32:42.840    | 4     | 10   |
| 2      | 1     | Michael Schumacher    | Ferrari          | 73   | +11.046        | 1     | 6    |
| 3      | 4     | David Coulthard       | McLaren-Mercedes | 73   | +12.043        | 7     | 4    |
| 4      | 11    | Jarno Trulli          | Jordan-Honda     | 73   | +57.423        | 8     | 3    |
| 5      | 18    | Eddie Irvine          | Jaguar-Cosworth  | 73   | +1:12.434      | 14    | 2    |
| 6      | 16    | Nick Heidfeld         | Sauber-Petronas  | 73   | +1:12.996      | 6     | 1    |
| 7      | 12    | Jean Alesi            | Jordan-Honda     | 72   | +1 kolo        | 9     |      |
| 8      | 7     | Giancarlo Fisichella  | Benetton-Renault | 72   | +1 kolo        | 12    |      |
| 9      | 8     | Jenson Button         | Benetton-Renault | 72   | +1 kolo        | 10    |      |
| 10     | 22    | Heinz-Harald Frentzen | Prost-Acer       | 72   | +1 kolo        | 15    |      |
| 11     | 9     | Olivier Panis         | BAR-Honda        | 72   | +1 kolo        | 13    |      |
| 12     | 19    | Pedro de la Rosa      | Jaguar-Cosworth  | 72   | +1 kolo        | 16    |      |
| 13     | 15    | Enrique Bernoldi      | Arrows-Asiatech  | 72   | +1 kolo        | 19    |      |
| 14     | 23    | Tomáš Enge            | Prost-Acer       | 72   | +1 kolo        | 21    |      |
| 15     | 2     | Rubens Barrichello    | Ferrari          | 71   | Motor          | 5     |      |
| Ret    | 10    | Jacques Villeneuve    | BAR-Honda        | 45   | Zavěšení       | 18    |      |
| Ret    | 14    | Jos Verstappen        | Arrows-Asiatech  | 44   | Motor          | 20    |      |
| Ret    | 6     | Juan Pablo Montoya    | Williams-BMW     | 38   | Hydraulika     | 3     |      |
| Ret    | 20    | Alex Yoong            | Minardi-European | 38   | Převodovka     | 22    |      |
| Ret    | 5     | Ralf Schumacher       | Williams-BMW     | 36   | Vyjetí z tratě | 2     |      |
| Ret    | 21    | Fernando Alonso       | Minardi-European | 36   | Hnací hřídel   | 17    |      |
| Ret    | 17    | Kimi Räikkönen        | Sauber-Petronas  | 2    | Hnací hřídel   | 11    |      |

## Průběžné pořadí šampionátu
Pohár jezdců
| Pořadí | Jezdec             | Body |
| ------ | ------------------ | ---- |
| 1      | Michael Schumacher | 113  |
| 2      | David Coulthard    | 61   |
| 3      | Rubens Barrichello | 54   |
| 4      | Ralf Schumacher    | 48   |
| 5      | Mika Häkkinen      | 34   |

Pohár konstruktér
| Pořadí | Konstruktér      | Body |
| ------ | ---------------- | ---- |
| 1      | Ferrari          | 167  |
| 2      | McLaren-Mercedes | 95   |
| 3      | Williams-BMW     | 73   |
| 4      | Sauber-Petronas  | 21   |
| 5      | Jordan-Honda     | 19   |